# Långfjället-Städjan-Nipfjället
Långfjället-Städjan-Nipfjället este o arie protejată (arie specială de conservare — SAC, sit de importanță comunitară — SCI, arie de protecție specială avifaunistică — SPA) din Suedia întinsă pe o suprafață de 93.773,37 ha, integral pe uscat.

## Localizare
Centrul sitului Långfjället-Städjan-Nipfjället este situat la coordonatele 62°05′33″N 12°37′06″E / 62.092445°N 12.618396°E.

## Înființare
Situl Långfjället-Städjan-Nipfjället a fost declarat sit de importanță comunitară în decembrie 1995 pentru a proteja 15 specii de animale. Alte tipuri de protecție:
- arie de protecție specială avifaunistică (în decembrie 1996)[2]
- arie specială de conservare (în decembrie 2009)[1][3][4]

## Biodiversitate
Situată în ecoregiunile alpină și boreală, aria protejată conține 10 habitate naturale: Păduri nordice subalpine/subarctice cu Betula pubescens ssp. czerepanovii, Pajiști boreale și alpine pe substrat silicios, Izvoare fino-scandinave și mlaștini produse de izvoare bogate în minerale, Mlaștini turboase de tranziție și turbării mișcătoare, Mlaștini împădurite, Taiga vestică, Grohotișuri silicioase de la nivelul montan până la nivelul zăpezii (Androsacetalia alpinae și Galeopsietalia ladani), Pajiști alpine și boreale, Păduri fino-scandinave bogate în ierburi cu Picea abies, Turbării Aapa.
La baza desemnării sitului se află mai multe specii protejate:
- păsări (13): Charadrius morinellus, ciocănitoare neagră (Dryocopus martius), șoim de iarnă (Falco columbarius), cufundar mic (Gavia stellata), cocor (Grus grus), vultur pescar (Pandion haliaetus), notatița cu ciocul subțire (Phalaropus lobatus), bătăuș (Philomachus pugnax), ciocănitoare de munte (Picoides tridactylus), ploier auriu (Pluvialis apricaria), Sterna paradisaea, Surnia ulula,  cocoș de munte (Tetrao urogallus)
- mamifere (2): gluton (Gulo gulo), râs eurasiatic (Lynx lynx)